# علم فليفولند
علم فليفولند هو علم لمقاطعة فليفولند الهولندية ويتميز بتقسيمه افقياً إلى ثلاث أقسام مع وجود زنبقة بيضاء وضعت في أعلى الزاوية اليسرى للعلم. أما ألوان الاقسام الثلاثة هي الأزرق والأخضر والأصفر والذي يتميز بأنه أضيق من اللونين الآخرين مع وجود ثلاث موجات على الجانب الأقرب من سارية العلم.
يشير اللون الأصفر إلى لون محصول الذرة والسلجم، ويشير اللون الأخضر إلى لون الأرض في حين يشير اللون الأزرق إلى لون السماء، أما الزنبقة البيضاء فهي تخليداً لذكرى كورنليس ليلي مصمم الأراضي المستصلحة.
صمم العلم من قبل مجلس المقاطعة بالتعاون مع أمستردام ورفع العلم لأول مرة في 9 يناير سنة 1986.